# 中国农工民主党山西省委员会
中国农工民主党山西省委员会，简称农工党山西省委、山西农工党，是中国农工民主党在山西省的地方组织。